# Premi e riconoscimenti di Kate Winslet

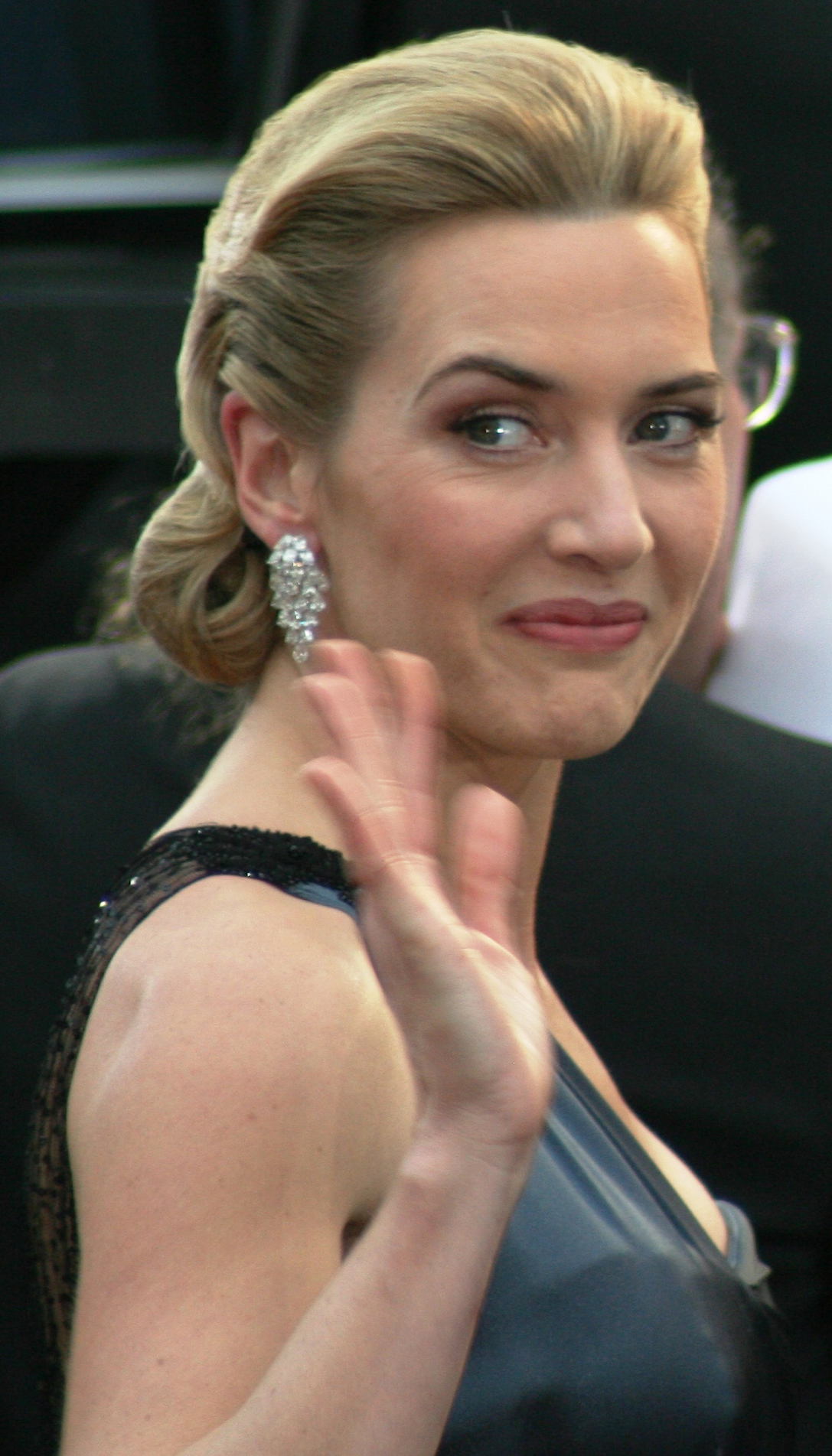
Kate Winslet nel 2009

Di seguito la lista di premi e riconoscimenti ricevuti dall'attrice Kate Winslet.

## Premi cinematografici e televisivi

### Principali
- Premio Oscar
  - 1996 – Candidatura alla migliore attrice non protagonista per Ragione e sentimento
  - 1998 – Candidatura alla migliore attrice per Titanic
  - 2002 – Candidatura alla migliore attrice non protagonista per Iris - Un amore vero
  - 2005 – Candidatura alla migliore attrice per Se mi lasci ti cancello
  - 2007 – Candidatura alla migliore attrice per Little Children
  - 2009 – Migliore attrice per The Reader - A voce alta[1][2]
  - 2016 – Candidatura alla migliore attrice non protagonista per Steve Jobs

- Golden Globe
  - 1996 – Candidatura alla migliore attrice non protagonista per Ragione e sentimento
  - 1998 – Candidatura alla migliore attrice in un film drammatico per Titanic
  - 2002 – Candidatura alla migliore attrice non protagonista per Iris - Un amore vero
  - 2005 – Candidatura alla migliore attrice in un film commedia o musicale per Se mi lasci ti cancello
  - 2007 – Candidatura alla migliore attrice in un film drammatico per Little Children
  - 2009 – Migliore attrice in un film drammatico per Revolutionary Road
  - 2009 – Migliore attrice non protagonista  per The Reader - A voce alta
  - 2012 – Candidatura alla migliore attrice in un film commedia o musicale per Carnage
  - 2012 – Migliore attrice in una miniserie o film televisivo per Mildred Pierce
  - 2014 – Candidatura alla migliore attrice in un film drammatico per Un giorno come tanti
  - 2016 – Migliore attrice non protagonista  per Steve Jobs
  - 2022 – Migliore attrice in una miniserie o film televisivo per Omicidio a Easttown
  - 2025 - Candidatura alla migliore attrice in un film drammatico per Lee
  - 2025 - Candidatura alla miglior attrice protagonista per The Regime - Il palazzo del potere

- British Academy Film Awards
  - 1996 – Migliore attrice non protagonista per Ragione e sentimento
  - 2002 – Candidatura alla migliore attrice non protagonista per Iris - Un amore vero
  - 2005 – Candidatura alla migliore attrice per Se mi lasci ti cancello
  - 2005 – Candidatura alla migliore attrice per Neverland - Un sogno per la vita
  - 2007 – Candidatura alla migliore attrice per Little Children
  - 2009 – Migliore attrice per The Reader - A voce alta
  - 2009 – Candidatura alla migliore attrice per Revolutionary Roadil link indirizza al libro, non al film*
  - 2016 – Migliore attrice non protagonista per Steve Jobs
  - 2023 – Migliore attrice protagonista per I AM RUTH

- Premio Emmy
  - 2006 – Candidatura alla miglior guest star femminile in una serie commedia per Extras[3]
  - 2011 – Migliore attrice in una miniserie o film televisivo per Mildred Pierce[4]
  - 2021 – Migliore attrice in una miniserie o film televisivo per Omicidio a Easttown

### Altri
- Alliance of Women Film Journalist
  - 2006 – Candidatura alla miglior attrice drammatica per Little Children
  - 2009 – Candidatura al miglior lavoro di una donna nell'industria cinematografica per The Reader - A voce alta
  - 2009 – Miglior attrice per Revolutionary Road
  - 2009 – Candidatura al miglior lavoro di una donna nell'industria cinematografica per Revolutionary Road

- Blockbuster Entertainment Award
  - 1998 – Attrice preferita per Titanic
  - 2001 – Candidatura come attrice preferita per Quills - La penna dello scandalo

- Broadcast Film Critics Association Award
  - 2005 – Candidatura alla migliore attrice per Se mi lasci ti cancello
  - 2005 – Candidatura alla migliore attrice non protagonista per Neverland - Un sogno per la vita
  - 2007 – Candidatura alla migliore attrice per Little Children
  - 2009 – Migliore attrice non protagonista per The Reader - A voce alta
  - 2016 – Candidatura alla migliore attrice non protagonista per Steve Jobs

- Chicago Film Critics Association Award
  - 2006 – Candidatura alla migliore attrice per Little Children
  - 2008 – Migliore attrice non protagonista per The Reader - A voce alta

- Dallas-Fort Worth Film Critics Association Award
  - 2005 – Candidatura alla migliore attrice per Se mi lasci ti cancello
  - 2007 – Candidatura alla migliore attrice per Little Children
  - 2009 – Candidatura alla migliore attrice per Revolutionary Road

- Empire Awards
  - 1995 – Miglior attrice britannica per Creature del cielo[5]
  - 1997 – Miglior attrice britannica per Hamlet
  - 1998 – Miglior attrice britannica per Titanic
  - 2001 – Miglior attrice per Quills - La penna dello scandalo
  - 2002 – Miglior attrice britannica per Enigma
  - 2002 – Miglior attrice per Iris
  - 2005 – Miglior attrice britannica per Se mi lasci ti cancello
  - 2007 – Candidatura alla migliore attrice per Little Children

- European Film Awards
  - 1998 – Miglior attrice - Premio del pubblico per Titanic
  - 1998 – Candidatura al miglior contributo europeo al cinema mondiale per Titanic
  - 2002 – Miglior attrice - Premio del pubblico per Iris - Un amore vero
  - 2009 – Miglior attrice per The Reader - A voce alta
  - 2012 – Candidatura alla migliore attrice per Carnage

- Evening Standard British Film Awards
  - 1996 – Miglior attrice per Ragione e sentimento e Jude
  - 2001 – Miglior attrice per Quills - La penna dello scandalo
  - 2002 – Miglior attrice per Enigma e Iris - Un amore vero
  - 2009 – Candidatura alla migliore attrice per The Reader - A voce alta e Revolutionary Road
  - 2012 – Migliore attrice in una miniserie per Mildred Pierce
  - 2012 – Candidatura alla migliore attrice non protagonista per Carnage

- Las Vegas Film Critics Society
  - 2001 – Candidatura alla migliore attrice non protagonista per Quills - La penna dello scandalo
  - 2005 – Miglior attrice per Se mi lasci ti cancello
  - 2005 – Miglior attrice per Neverland - Un sogno per la vita
  - 2009 – Miglior attrice per The Reader - A voce alta
  - 2009 – Miglior attrice per Revolutionary Road

- London Critics Circle Film Awards
  - 1995 – Attrice britannica dell'anno per Creature del cielo
  - 1998 – Candidatura all'attrice britannica dell'anno per Titanic
  - 2001 – Candidatura all'attrice britannica dell'anno per Iris
  - 2005 – Attrice britannica dell'anno per Se mi lasci ti cancello
  - 2007 – Candidatura all'attrice britannica dell'anno per Little Children
  - 2009 – Attrice britannica dell'anno per Revolutionary Road
  - 2009 – Miglior attrice per Revolutionary Road
  - 2009 – Candidatura all'attrice britannica dell'anno per The Reader - A voce alta
  - 2009 – Candidatura alla miglior attrice per The Reader - A voce alta

- MTV Movie & TV Awards
  - 1998 – Candidatura alla miglior performance femminile per Titanic
  - 1998 – Candidatura al miglior bacio per Titanic
  - 1998 – Candidatura alla miglior coppia per Titanic
  - 2009 – Candidatura alla miglior performance femminile per The Reader - A voce alta

- Online Film Critics Society Award
  - 1998 – Candidatura alla miglior attrice per Titanic
  - 2005 – Miglior attrice per Se mi lasci ti cancello
  - 2007 – Candidatura alla miglior attrice per Little Children
  - 2009 – Candidatura alla miglior attrice non protagonista per The Reader - A voce alta
  - 2009 – Candidatura alla miglior attrice non protagonista per Revolutionary Road

- Palm Springs International Film Festival
  - 2007 – Desert Palm Achievement Award per Little Children
  - 2009 – Miglior cast per Revolutionary Road

- Santa Barbara International Film Festival
  - 2005 – Miglior interpretazione per Se mi lasci ti cancello
  - 2005 – Miglior interpretazione per Neverland - Un sogno per la vita
  - 2009 – Montevito Award per Revolutionary Road

- Satellite Award
  - 1997 – Candidatura alla migliore attrice non protagonista per Hamlet
  - 1998 – Candidatura alla migliore attrice per Titanic
  - 2001 – Candidatura alla migliore attrice non protagonista per Quills - La penna dello scandalo
  - 2002 – Candidatura alla migliore attrice non protagonista per Iris - Un amore vero
  - 2005 – Candidatura alla migliore attrice per Se mi lasci ti cancello
  - 2007 – Candidatura alla migliore attrice per Little Children
  - 2009 – Candidatura alla migliore attrice per The Reader - A voce alta
  - 2012 – Migliore attrice in una miniserie per Mildred Pierce
  - 2012 – Candidatura alla migliore attrice non protagonista per Carnage
  - 2016 – Candidatura alla migliore attrice non protagonista per Steve Jobs[6]

- Boston Society of Film Critics Award
  - 2012 – Miglior cast per Carnage

- British Independent Film Award
  - 2002 – Candidatura alla miglior attrice per Enigma

- Premio César
  - 2012 – Premio César onorario
- Detroit Film Critics Society Award
  - 2009 – Miglior attrice per Revolutionary Road
- Golden Camera
  - 1998 – Miglior attrice internazionale per Titanic
- Gotham Independent Film Awards
  - 2007 – Tribute Award per Little Children
- International Cinephile Society Award
  - 2007 – Miglior attrice per Little Children
- Irish Film and Television Award
  - 2007 – Candidatura alla miglior attrice internazionale per L'Amore non va in vacanza
- Los Angeles Film Critics Association Award
  - 2002 – Miglior attrice non protagonista per Iris
- New Zealand Film and TV Award
  - 1995 – Miglior interprete straniero per Creature del cielo
- People's Choice Awards
  - 2005 – Candidatura all'attrice protagonista preferita per Se mi lasci ti cancello
  - 2005 – Candidatura alla coppia favorita per Se mi lasci ti cancello
- Robert Award
  - 2009 – Miglior attrice per The Reader - A voce alta
- San Diego Film Critics Society Award
  - 2009 – Miglior Attrice The Reader - A voce alta
- Teen Choice Award
  - 2015 – Candidatura al miglior cattivo per The Divergent Series: Insurgent[7]
- The Britannia Award
  - 2007 – Artista britannico dell'anno
- Vancouver Film Critics Circle Award
  - 2009 – Miglior attrice per The Reader - A voce alta e Revolutionary Road
- Washington D.C. Area Film Critics Association
  - 2005 – Miglior cast

## Premi musicali
- Grammy Award
  - 2000 – Miglior Album per bambini per Listen To the Storyteller